# جدا کردن چنگک‌های خرچنگ
کندن چنگک‌های خرچنگ، جداکردن چنگک‌های خرچنگ (به انگلیسی: Declawing of crabs) یا بازکردن خرچنگ فرآیندی است که طی آن، یک یا هر دو چنگک خرچنگ را به صورت دستی پیش از بازگشت خرچنگ زنده به آب جدا می‌شود، همان‌طور که در صنعت ماهیگیری در سراسر جهان انجام می‌شود. خرچنگ‌ها معمولاً توانایی بازسازی اندام‌های ازدست‌رفته را پس از مدتی دارند، و از این رو، صید این خرچنگ، به عنوان یک روش بالقوه پایدارتر برای ماهیگیری در نظر گرفته می‌شود. با توجه به زمانی که طول می‌کشد تا یک خرچنگ دوباره اندام‌های ازدست‌رفته را رشد دهد، این که آیا این روش ماهیگیری واقعاً پایدار است یا نه، هنوز یک نقطه تحقیقات علمی است و درد در سخت‌پوستان هنوز بهانه‌ای برای بحث کردن درمورد این موضوع است.
در حالی که این روش همیشه کشنده نیست، قطع کردن چنگک‌های خرچنگ می‌تواند شانس بقای خرچنگ در طبیعت را به میزان قابل توجهی کاهش دهد. همچنین قطع کردن چنگک‌های این خرچنگ برای کلاهبرداری، یک عمل بحث‌برانگیز است. برخی از حوزه‌های قضایی آن را به‌طور کامل ممنوع کرده‌اند، در حالی که برخی دیگر فقط اجازه می‌دهند چنگک‌های خرچنگ برای امور تجاری قطع شود.

## روش کار
برداشتن چنگک‌ها دستی انجام می‌شود. برای اطمینان از شکستگی تمیز در امتداد صفحه شکستگی طبیعی، یک انگشت روی مفصل cheliped پایه قرار می‌گیرد. سپس یک حرکت سریع و محکم به سمت پایین اعمال می‌شود، زیرا پنجه به‌طور کامل کشیده می‌شود و پنجه را در پایه ایشوم بین کوکسا در پایه ساق پا و مروس می‌شکند. به خصوص برای خرچنگ‌هایی که کل بدن آنها توسط انسان مصرف نمی‌شود، باز کردن دهان یک عمل جذاب است. برداشتن پنجه می‌تواند ذخیره‌سازی و حمل‌ونقل گوشت خرچنگ را فراهم کند، آدم‌خواری را در مخازن ذخیره‌سازی از بین ببرد، و جابجایی را برای خدمه آسان‌تر کند.

## قوانین و مقررات
مقررات مربوط به صید خرچنگ در سراسر جهان بر اساس منطقه و گونه خرچنگ متفاوت است و همه خرچنگ‌های صید شده از چنگال خارج نمی‌شوند. بریتانیا از سال ۱۹۸۶ تا ۲۰۰۰، کشیدن کلیه را به مدت ۱۴ سال ممنوع کرد. در ایالات متحده، ایالت‌های مختلف اقدامات مختلفی را در رابطه با رفع کلاهک اتخاذ کرده‌اند. مقررات مربوط به صنعت ماهیگیری شاه خرچنگ آلاسکا هیچ اشاره ای به بازکردن خرچنگ نمی‌کند و به‌طور ضمنی فرض می‌کند که کل خرچنگ گرفته خواهد شد. برخی از ایالت‌های ساحل خلیج فارس مانند فلوریدا و لوئیزیانا برداشت خرچنگ سنگی کامل را ممنوع می‌کنند، و فقط امکان برداشتن خرچنگ را می‌دهند. در مقابل، باز کردن خرچنگ جونا در مریلند پس از سال ۲۰۱۵ ممنوع شد، مگر اینکه کشتی بتواند ثابت کند که از لحاظ تاریخی این عمل را انجام داده و در یک کشتی ثبت شده‌است.

## پایداری
استدلال اصلی برای بازکردن خرچنگ این است که چون خرچنگ‌ها می‌توانند اندام‌های از دست رفته را بازسازی کنند، ذاتاً پایدارتر از گرفتن خرچنگ‌های کامل است. با این حال، پنجه‌ها بخش بزرگی از زیست توده خرچنگ را تشکیل می‌دهند که از ۲۰٪ تا بیش از ۵۰٪ وزن کل برخی گونه‌ها متغیر است، و بنابراین بازسازی می‌تواند بسیار انرژی بر و زمان بر باشد. دربرداشت شیلات کم است، با مطالعات انجام شده بر روی خرچنگ‌های سنگی که کمتر از ۱۰٪ محاسبه شده‌است (دیویس و همکاران، ۱۹۷۸)، تا ۱۳٪ (کمیسیون حفاظت از ماهی و حیات وحش فلوریدا، ۲۰۱۱). خرچنگ‌های بزرگ‌تر و مسن‌تر معمولاً آنقدر زنده نمی‌مانند که بتوانند پنجه‌هایشان را دوباره رشد دهند، زیرا آنها به پایان عمرشان نزدیک می‌شوند.